# Ottering (Moosthenning)
Ottering ist ein Ortsteil der Gemeinde Moosthenning im niederbayerischen Landkreis Dingolfing-Landau. Bis 1978 bildete es eine selbstständige Gemeinde.

## Lage
Das Pfarrdorf Ottering liegt etwa vier Kilometer nordöstlich von Moosthenning am Otteringer Bach.

## Geschichte
Nördlich von Ottering wurden siebzig Keltengräber sowie Gegenstände aus der älteren Bronzezeit gefunden, die eine frühe Besiedelung dieses Raumes bestätigen. Ottering ist ein alter Pfarrsitz, der den kirchlichen Mittelpunkt der Umgebung bildete.
In kurbayerischer Zeit unterstand der Ort dem Pfleggericht Landau. Die Gemeinde Ottering gehörte bei ihrer Entstehung zum Landgericht Landau an der Isar, dann zum 1838 neu errichteten Landgericht Dingolfing, zum Bezirksamt Dingolfing und schließlich zum Landkreis Dingolfing. Mit Wirkung vom 1. Mai 1978 wurde Ottering in die neue Großgemeinde Moosthenning eingegliedert.
Das alte Schulhaus, erbaut 1872, wurde zuletzt als Landjugendheim benutzt und aufgrund eines Gemeinderatsbeschlusses von 2005 abgebrochen.

## Sehenswürdigkeiten
- Pfarrkirche St. Johannes der Täufer und Johannes Evangelist. Sie wurde 1862/1863 an der Stelle einer baufälligen Kirche unter Verwendung des alten gotischen Turmes im neugotischen Stil errichtet. Der Turmunterbau ist spätgotisch. Die Orgel ist ein Werk von Ignaz Weise aus dem Jahr 1906.
- Johannesbrunnen. Er wurde anlässlich der Flurbereinigung und Dorferneuerung der Jahre 1994 bis 2011 in der Gießerei Gugg in Straubing gefertigt.

## Bildung und Erziehung
- Kindergarten Ottering

## Vereine
- FC Ottering. Seine Entstehungszeit ist 1947/1948.
- Freiwillige Feuerwehr Ottering. Sie besteht seit 1885.
- Katholischer Kirchenchor Ottering
- KLJB Ottering. Sie besteht seit 1929.
- KSK Ottering. Er wurde 1884 gegründet.
- Landfrauen Ottering
- OGV Ottering. Er wurde 1920 gegründet.
- VdK Moosthenning-Thürnthenning-Ottering
- Seniorenclub Ottering. Es gibt ihn seit 1993
- Stelzen-Geherverein Ottering/Stockerpoint. Er besteht seit 1993.